# Manga Twister
Manga Twister war ein deutsches Manga-Magazin von Egmont Manga und Anime (EMA), das von Oktober 2003 bis Oktober 2006 zunächst monatlich und später alle zwei Monate veröffentlicht wurde.
Das Konzept des Magazins war, sowohl Mädchen als auch Jungen im Teenager-Alter anzusprechen. Deshalb war das Magazin aufgeteilt in einen Shōnen- und einen Shōjo-Teil, die in gegensätzlicher Richtung zusammengesetzt waren. In der Mitte des Magazins gab es Leserbriefe und kurze Artikel über Japan und Manga. Der Leser konnte das Magazin einfach umdrehen (englisch „twist“) und dann den anderen Teil lesen. Manga Twister entstand in Zusammenarbeit mit dem japanischen Shogakukan-Verlag: Vorbild für den Shōnen-Teil war das Shogakukan-Magazin Shōnen Sunday, für den Shōjo-Teil das Shōjo Comic.
Alle Manga-Serien des Magazins wurden nach ihrer Veröffentlichung als Fortsetzungskapitel auch in Taschenbuchform zusammengefasst.
Nach der Gründung im Oktober 2003 erschien das Magazin zunächst monatlich zu einem Preis von 5 Euro und mit einem Umfang von 480 Seiten. Mit der Ausgabe 20 im Mai 2005 wurde der Preis des Manga Twister auf 6,50 Euro angehoben. Aufgrund sinkender Leserzahlen und steigender Produktionskosten wurde die Erscheinungsweise mit der Ausgabe 24 im September 2005 auf zweimonatlich umgestellt, und einige Serien wurden aus dem Magazin ausgekoppelt. Nach der offiziellen Bekanntgabe der Beendigung des Projektes im August 2006 stellte EMA den Manga Twister im Oktober 2006 nach Ausgabe 30 ein.
Ein weiteres Manga-Magazin von EMA, Manga Power, wurde zunächst von 1996 bis 1997 und dann in einem zweiten Anlauf von 2002 bis September 2004 veröffentlicht, musste aber beide Male wegen sinkender Verkaufszahlen eingestellt werden.

## Veröffentlichte Manga

### Shōnen-Teil
- Detektiv Conan Short Stories (Ausgabe 1 bis 30)
- Gash! (Ausgabe 1 bis 30)
- Kaito Kid (Ausgabe 1 bis 14)
- The Law of Ueki (Ausgabe 1 bis 24, vorzeitig abgebrochen)
- MÄR – Märchen Awakens Romance (Ausgabe 5 bis 30)
- Midori's Days (Ausgabe 26 bis 30)
- Mister Zipangu (Ausgabe 1 bis 25, vorzeitig abgebrochen)
- Yakitate!! Japan (Ausgabe 1 bis 30)

### Shōjo-Teil
- Alice 19th (Ausgabe 1 bis 29)
- Anatolia Story (Ausgabe 1 bis 24)
- Dream Kiss (Ausgabe 27 bis 30)
- Fushigi Yuugi Genbu Kaiden (Ausgabe 30)
- Go! Virginal (Ausgabe 1 bis 10)
- Independent (Ausgabe 26)
- Kaikan Phrase (Ausgabe 1 bis 26)
- Kare First Love (Ausgabe 1 bis 30)
- Milk Crown (Ausgabe 18 bis 25)
- Milk Crown H (Ausgabe 26 bis 30)
- Mon-Star Attack (Ausgabe 3 bis 10, 12 bis 19)